# Thermes Napoléon

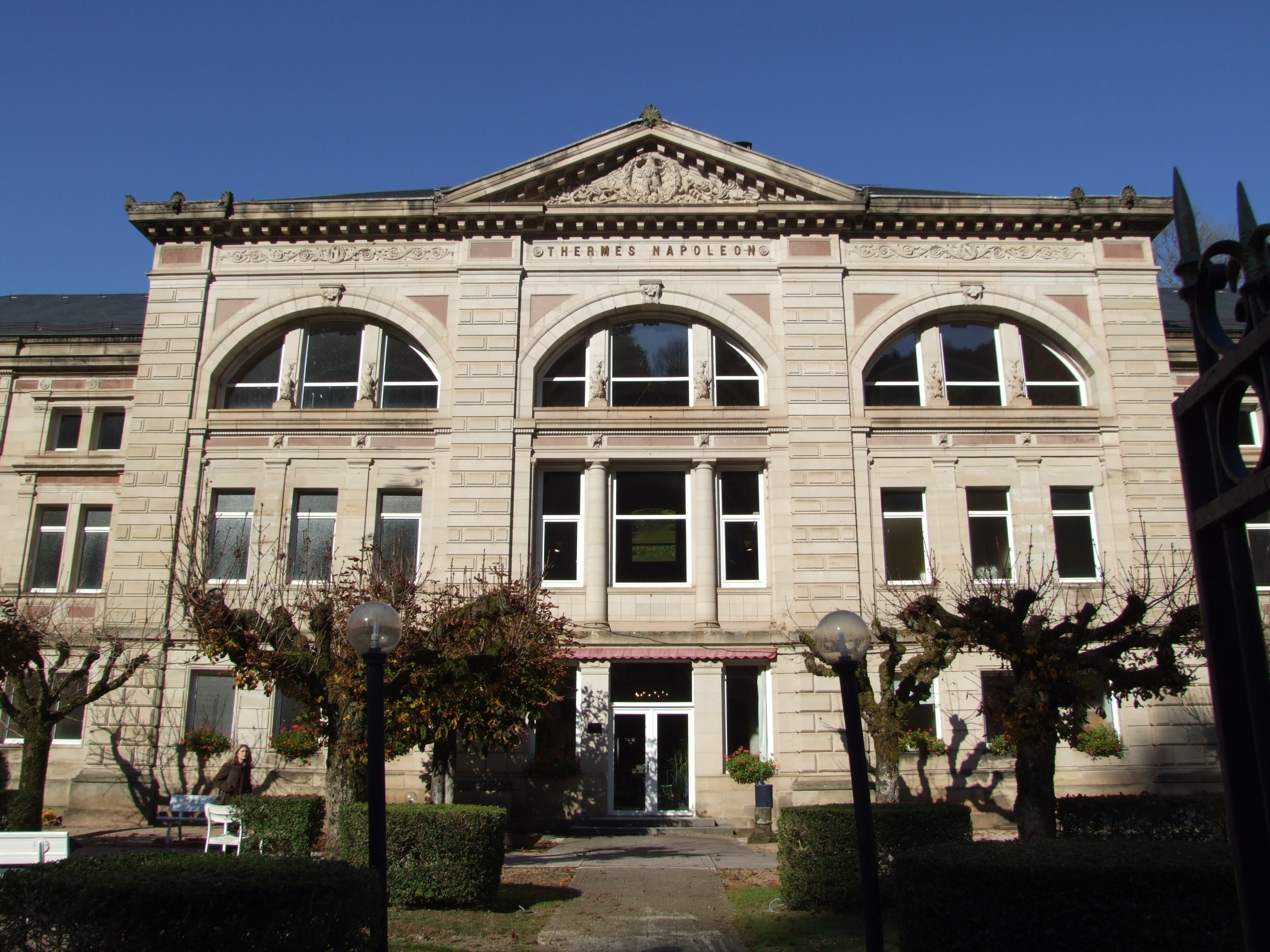
Thermes Napoléon in Plombières-les-Bains

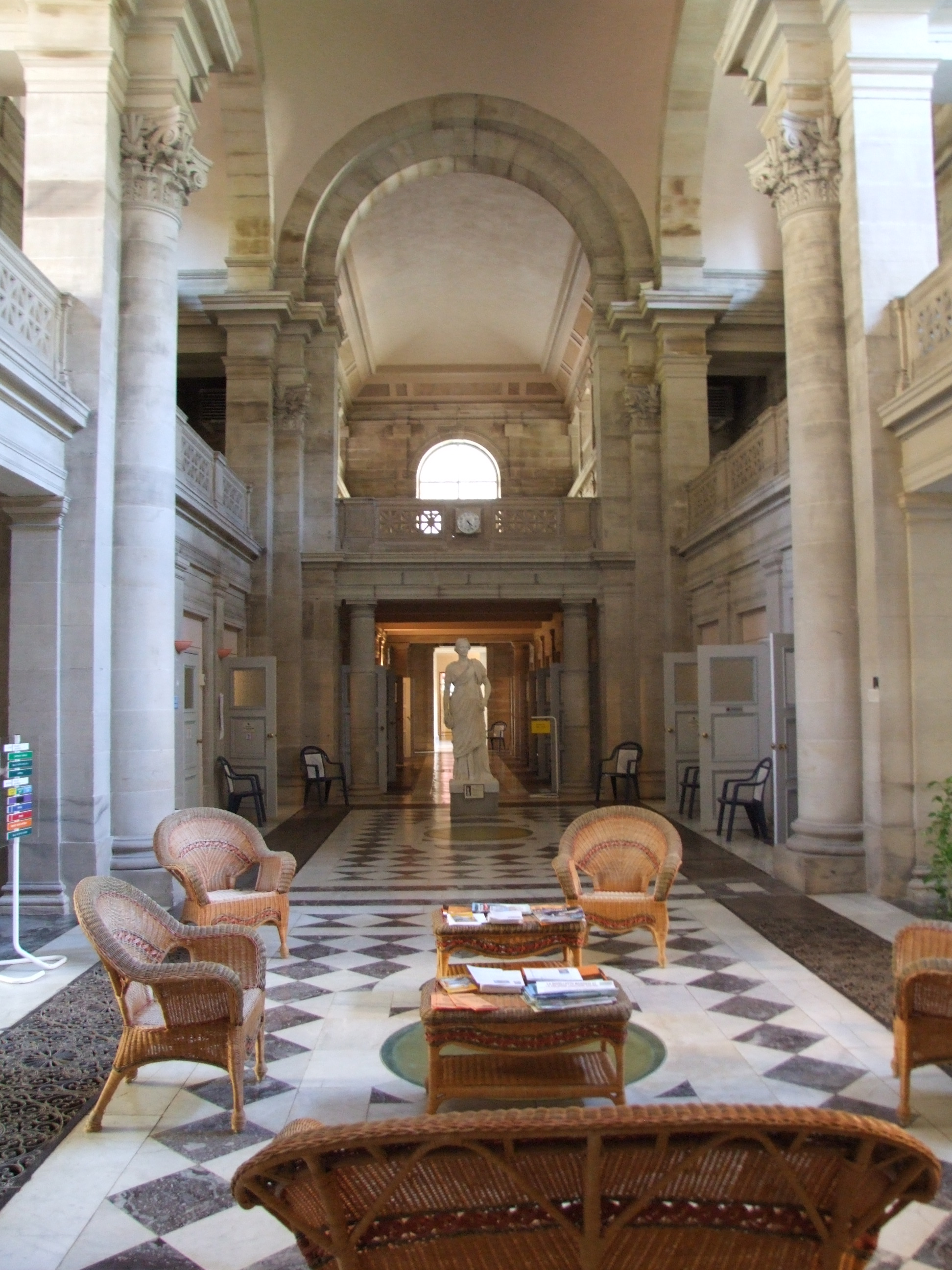
Wandelgang der Thermen

Die Thermes Napoléon in Plombières-les-Bains, einem Kurbad im französischen Département Vosges in der historischen Region Lothringen, sind ein Badehaus und Grand Hotel aus dem 19. Jahrhundert. Das Gebäude an der Avenue des Etats-Unis ist seit 2001 als Baudenkmal (Monument historique) geschützt.

## Geschichte
Im Jahr 1856 wurde die „Société d'exploitation des thermes“ gegründet, die für den Bau und den Betrieb des aufwendigen Badehauses und des dazugehörigen Hotels verantwortlich war. Da Napoleon III. in den Jahren 1856, 1858, 1865 und 1868 in Plombières-les-Bains weilte, versprach man sich zahlungskräftige Gäste aus ganz Frankreich. Die Gebäude wurden von den Architekten Isabelle, Normand und Grillot errichtet. Das Badehaus in der Mitte verbindet die zwei Hoteltrakte, sodass eine Dreiflügelanlage entstand. Die Gäste müssen zur Erreichung des Restaurants, des Hotels und des Badehauses nicht das Haus verlassen. 1932/33 erfolgte unter dem Architekten Robert Danis eine umfassende Renovierung.

## Architektur
Als Baudenkmal geschützt sind die klassizistische Fassade, die Dachstruktur und die Wandelhalle, sowie noch drei erhaltene originale Behandlungsräume. Unter Denkmalschutz steht auch der östliche Speisesaal, der sich zu einem Wintergarten öffnet.